# Kamniška ulica, Maribor
Kamniška ulica v Mariboru leži med Vinarsko in Mladinsko ulico proti Kamnici.
Leta 1899 je Kamniška ulica dobila ime Gamser Strasse. Nato so ime leta 1919 poslovenili v Kamniška cesta. Čez nekaj let, leta 1938, so ime preimenovali v Kamniška ulica. Ko se je zgodila nemška okupacija leta 1941, je ulica dobila staro ime (Gamser Strasse). Po 2. svetovni vojni so ji nadeli staro poimenovanje in tako se še danes imenuje Kamniška ulica. Na Kamniški ulici je tudi nogometno igrišče. Kamniška ulica se začne na robu Mariborskega parka in konča na Vrbanski ulici.